# Герб Коростеня
Герб Ко́ростеня — офіційний символ міста Коростеня (райцентр Житомирської області), затверджений 28-ю сесією міської ради IV скликання 23 серпня 2005 року.

## Опис
Герб міста Коростеня являє собою французький щит блакитного кольору, в серці якого розташований щиток червоного кольору, основне поле якого відведене для зображення фортечної стіни темно-червоного кольору. На фоні фортечної стіни зображено зелене стебло льону, що символізує природу Полісся та чотирьохпелюсткова квітка блакитного кольору, яка символізує древні городища, розташовані по обидва боки річки Уж. Квітку льону обвиває річка Уж блакитного кольору із золотими берегами. В голові щита — назва міста КОРОСТЕНЬ, відокремлена від середнього щитка золотою смужкою. Щит і щиток обрамлені золотим кантом.
Щит обрамлений картушем, що увінчаний міською модернізованою золотою трибаштовою короною. Модернізована геральдична корона має замість кам'яних фортечних стін дерев'яні, які зводилися за часів древлянського князівства.
В синьому полі геральдичного щита над фортечною стіною кирилицею розміщена назва міста КОРОСТЕНЬ. Девіз «НЕ ЗГОРАЄ В ПОЛУМ'Ї» написаний у підніжжя щита як пам'ять про неодноразове відродження з попелу міста Коростеня.

## Джерело
- Символіка міста // Коростень. Туристичний інформатор., Коростень: «Тріада С», 2009 (?), стор. 1